# Geomorfing
Geomorfing je technika, která potlačuje nepříjemný a rušivý jev nazývající se popping, ke kterému dochází při skokových změnách geometrie modelu při změně úrovně detailu (LODu). Jedná se o způsob potlačení skokových změn v geometrii modelu. Postupuje se tak, že se změna začne provádět o něco dříve a provádí se spojitě během časového úseku. Například při operaci rozdělení vrcholů nedojde k okamžitému posunu nově vytvořeného vrcholu na jeho novou pozici, ale posun probíhá plynule na základě dané úrovně detailu. 